# 1-я Украинская советская дивизия
1-я Украинская советская дивизия (укр. 1-ша українська радянська дивізія) — соединение украинских советских войск, впоследствии — объединённых вооружённых сил советских республик в период Гражданской войны в России.

## Боевой путь

### 1918
Дивизия была создана 6 декабря 1918 года путём переименования 1-й Повстанческой дивизии, сформированной в сентябре 1918 года в так называемой нейтральной зоне, установленной между Советской Россией и Украиной Брестским мирным договором. Начальник дивизии — И. С. Локатош.
12 декабря части 1-й и 2-й Украинских советских дивизий в составе Группы войск курского направления начали наступление на приграничные районы Украины, где, несмотря на капитуляцию Германии в Первой мировой войне, сохранялась германская оккупация.
13 декабря части правого фланга 1-й Украинской советской дивизии заняли Клинцы, после чего дивизия продолжила наступление на Новозыбков и Новгород-Северский.
25 декабря части правого фланга дивизии взяли с боем Новозыбков, а входящий в её состав 3-й Повстанческий полк под командованием Т. В. Черняка занял Новгород-Северский, Шостку и с боем взял Глухов.

### 1919
4 января 1919 года был образован Украинский фронт (командующий войсками В. А. Антонов-Овсеенко, начальник штаба В. П. Глаголев).
Дивизия вошла в состав Группы войск киевского направления, перед которой была поставлена задача овладеть Киевом и Черкассами.
В ходе наступления дивизия овладела городами Сновск, Городня.
11-12 января в боях за Чернигов отличились красноармейцы 2-го Богунского полка под командованием Н. А. Щорса
18 января началось наступление на Киев.
19 января дивизия овладела городом и железнодорожной станцией Бахмач, 22 января - городом и ж/д станцией Нежин, населёнными пунктами Козелец, Остёр.
27 января дивизия подошла к городу Бровары и после ожесточённых боёв заняла его.
28-30 января дивизия отражала атаки войск Директории на подступах к Киеву.
31 января к Киеву подошёл 1-й Таращанский полк и вступил в бой за Киев во взаимодействии со 2-м Богунским полком. 5 февраля дивизия вошла в Киев.
6 марта в командование дивизией вступил Н. А. Щорс.
На тот период дивизия представляла собой весьма крупное и боеспособное соединение, которое играло ключевую роль на киевском направлении. Личный состав дивизии насчитывал около 12 тысяч бойцов. На вооружении имелось, не считая стрелкового и сабельного оружия, более 200 пулемётов, около 20 орудий, 10 миномётов, бомбомёты, бронепоезд. Дивизия также располагала собственным авиаотрядом, имела в своём составе батальон связи и маршевое подразделение. Основные силы дивизии были представлены четырьмя полками: Богунским (командир Квятек), Таращанским (В. А. Боженко), Нежинским (Т. В. Черняк) и 4-м полком (Антонюк). По этническому составу дивизия была многонациональной — помимо украинцев здесь служили также русские, белорусы, поляки, чехи, словаки, румыны и представители других народов.
В марте петлюровцы и белополяки прорвали фронт в районе Житомира и Коростеня, но дивизия удержала Бердичев, ликвидировала угрозу Киеву, а затем, разбив главные силы Директории под Коростенем, освободила в апреле Коростень, Шепетовку и Житомир.
15 апреля приказом № 47 Главкома и РВС Украинского фронта украинские советские войска были переформированы в три армии и семь дивизий. Дивизия вошла в состав 1-й Украинской советской армии.
Тогда же полки дивизии были развёрнуты в бригады двухполкового состава. Штаты дивизии увеличились до девяти полков.
В мае дивизия вышла на р. Збруч в районе Волочинск - Гусятин.
В июне в связи с расформированием Украинского фронта, переформированием украинских советских войск и переводом их под единое командование РККА, дивизия вошла в состав 12-й армии и действовала на Западном фронте против петлюровцев и белополяков.
В июле — августе дивизия вела бои против петлюровцев, захвативших Проскуров и наступавших на Жмеринку, и белополяков, наступавших на города Новоград-Волынский, Сарны, Житомир и Коростень.
15 августа 1919 года, в ходе переформирования Украинских советских дивизий в регулярные части и соединения единой Красной Армии, 1-я Украинская советская дивизия под командованием Н. А. Щорса и 44-я пограничная дивизия под командованием И. Н. Дубового были объединены в 44-ю стрелковую дивизию под командованием Щорса.

## Полное наименование
1-я Украинская советская дивизия

## Подчинение
| Фронт                          | Армия                              | Корпус                                                  | Примечания |  |
| 6 декабря 1918 — 4 января 1919 |                                    | Украинская советская армия                              |            |  |
| 4 января — 15 июня 1919        | Украинский фронт (4.01-15.06.1919) | Группа войск киевского направления (февраль-15.04.1919) |            |  |
| 4 января — 15 июня 1919        | Украинский фронт (4.01-15.06.1919) | 1-я Украинская советская армия (15.04-15.06.1919)       |            |  |
|                                |                                    | 12-я армия (15.06- 15.08.1919)                          |            |  |
| ------------------------------ | ---------------------------------- | ------------------------------------------------------- | ---------- |  |

## Командование
На 6.12.1919:
Начальники дивизии (атаманы):
- И. С. Локатош (6 декабря 1918 — 6 марта 1919)[2][5],[1]
- Н. А. Щорс (6 марта — 15 августа 1919)[1][2][5]

Военные комиссары:
- И. Д. Панафидин (14 декабря 1918 — 6 марта 1919)[1][2]
- Д. Шафранский (7 — 22 марта 1919)[1][2]
- В. Н. Исакович (врид, 22 марта — 27 июля 1919)[1][2]
- А. Тищенко (27 июля — 8 августа 1919)[1][2]
- М. К. Марочкин (8 — 15 августа 1919)[1][2]

## Состав
На 14 января 1919:
- 1-й Таращанский полк.
- 2-й Богунский полк.
- 3-й Новгород-Северский полк.

На 15 апреля 1919:
- 1-й полк.
- 2-й полк.
- 3-й полк.
- 4-й полк.
- 5-й полк.
- 6-й полк.
- 7-й полк.
- 8-й полк.
- 9-й полк.